# Bram Tuinzing
Bram Tuinzing (La Haya, 2 de agosto de 1948-Amsterdam, 11 de enero de 2024) fue un remero neerlandés que participó en los Juegos Olímpicos.

## Carrera
Participó en los Juegos Olímpicos de Múnich 1972 en la modalidad de ocho con timonel, donde en la ronda de cuartos de final lograron el segundo lugar detrás de Unión Soviética y avanzar a semifinales. En la semifinal terminó eliminado al quedar en cuarto lugar, y en la final B terminó en segundo lugar detrás de Hungría y en octavo lugar en la clasificación final.

## Tras el retiro
Al retirarse como deportista, pasó a ser profesor en la Universidad Libre de Ámsterdam y cirujano en la especialidad de cirugía oral y maxilofacial.